# Werbeerfolgskontrolle
Noch unterhalb des weitaus komplexeren Controlling-Regelkreises eines Unternehmens steht die einfache, eindimensionale Werbeerfolgskontrolle anhand der Vergleichszahl vor und nach einer Werbemaßnahme. Zu diesem Ergebnis kommt man auch über die Überlegung, dass sich ein Werbeerfolg nur messen lässt, wenn die Werbeziele operational sind. Der Umsatz und der Gewinn eines Unternehmens erfüllen diese Anforderungen nicht. Es ergeben sich sowohl Möglichkeiten zur ökonomischen Erfolgskontrolle als auch des kommunikativen Erfolges.

## Ökonomische Erfolgskontrolle
Auf der Grundlage einer Deckungsbeitragsrechnung lässt sich der Break-even-Point für den Einsatz der Werbung berechnen. Sobald die zielgruppenbezogenen Deckungsbeiträge die Sach- und administrativen Kosten der Maßnahme übersteigen, lohnt sich die Werbung.
Man befragt die Kunden direkt oder wertet den Response von Direktmarketing-Aktionen aus, um eine direkte Verbindung zwischen den Werbemaßnahmen und unmittelbar rückverfolgbaren Kaufentscheidungen des Kunden herzustellen. Dabei empfiehlt es sich, verschiedene Headlines (Schlagzeilen, Schlüsselwörter), Anzeigenmotive u. Ä. gegeneinander zu testen, um herauszufinden, welche am besten funktionieren.
Diese Methode wurde in den 1920er Jahren in den USA zur Perfektion entwickelt: Über Anzeigen mit Response-Element, die man zielgruppenspezifisch in verschiedenen Zeitungen und Zeitschriften geschaltet hatte, wurde z. B. getestet, welche Headlines in der anvisierten Zielgruppe den höchsten Rücklauf erzeugten. Das Internet und besonders E-Shops bieten zahlreiche neue Möglichkeiten für dieses Verfahren.

## Kontrolle des kommunikativen Erfolges
Das Recognition-Verfahren (auch als Wiedererkennungsverfahren bekannt) versucht zu ermitteln, inwieweit ein Werbekontakt stattgefunden hat, an den sich die Zielpersonen in einem definierten Zeitrahmen erinnern. Mit dem sog. Starch-Test wird zudem ermittelt, ob Anzeigen ganz oder teilweise wiedererkannt werden. Bei dem ähnlich orientierten Recall-Verfahren, meist in Form des Day After Recall Test, wird die Erinnerung an eine bestimmte Werbebotschaft abgefragt und entweder die
- ungestützte Erinnerung (unaided recall) bzw. die
- gestützte Erinnerung (aided recall) z. B. über Markennamen-Listen untersucht.

Erinnert sich der Befragte ohne Hilfsmittel an die Marke, gehört diese zum aktiven Markenwortschatz, die Werbemaßnahmen waren also erfolgreich. Das Problem hierbei ist allerdings, dass ein Interesse an einer Werbebotschaft noch keinesfalls zu Kaufabsichten führen muss. Erinnert sich der Befragte mit Hilfsmittel an eine Marke, gehört sie zum passiven Markenwortschatz. Erinnert sich der Befragte trotz Hilfsmittel nicht an die Marke, haben die Werbemaßnahmen versagt.

## Aufmerksamkeitsverlauf

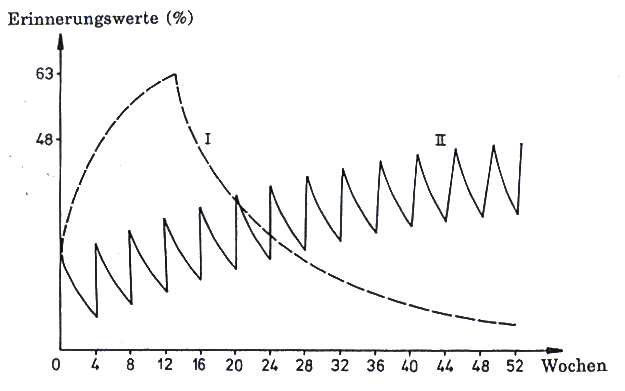
Erinnerungswerte bei zeitlich unterschiedlicher Verteilung der Kontakte nach Zielske (1959, 1980) bei massiver (Kurve I) und verteilter (Kurve II) Schaltung von Werbung.

Hubert A. Zielske untersuchte die Entwicklung von Erinnerungswerten aus einer Werbeaktion, die über einen Zeitraum von 13 Wochen lief (Kurve I nebenstehend) und bei der die Zielpersonen einen Kontakt pro Woche hatten, mit denen, bei der über 52 Wochen (Kurve II) einmal im Monat ein Kontakt hergestellt wurde. Die Wirkungskurven haben nicht nur unterschiedliche Spitzenwerte mit 63 % (Kurve I) und 48 % (Kurve II), sondern sie belegen auch zwischen der Anzahl der Kontakte und dem Werbeerfolg eine eindeutige Korrelation.

## Aufmerksamkeitsstrategien
Wiederholung
Ein Teil der Werbung konzentriert sich darauf, eine Marke durch Wiederholung zu bewerben. Nach durchschnittlich sieben Wahrnehmungsvorgängen wird sich einer Botschaft bewusst erinnert.
Referenz auf prominente Verwender („Bandwagon-Argument“)
Indem Werbung andeutet, das Produkt würde allgemein in einer höheren sozialen Schicht verwendet, soll der Kaufanreiz erhöht werden.
Zeugenaussagen
Oft versucht die Werbung, die bessere Qualität ihres Produktes durch das Zeugnis eines Normalverbrauchers, eines Experten oder beider, die für ihre Aussage bezahlt werden, zu fördern: „Drei von vier Zahnärzten empfehlen …“ Dies bezieht häufig einen Anklang von Autorität mit ein. (Testimonials)
Künstliche Verknappung
Es wird versucht, die Menschen schnell ohne lange Überlegung wählen zu lassen und, so hofft die Werbung, zu schnellem Kauf zu ermuntern: „Ausverkauf, schlagen Sie jetzt zu!“, „Nur für kurze Zeit!“, „Nur solange der Vorrat reicht!“ usw.
Assoziation
Oft versucht die Werbung, ihr Produkt visuell oder auditiv mit wünschenswerten Umständen zu verbinden, um es ebenso wünschenswert erscheinen zu lassen. Der Gebrauch von attraktiven Modellen, malerischen Landschaften und ähnlichen Darstellungen ist verbreitet.
Werbefigur
Die gestresste Hausfrau bekommt zur Problemlösung einen großen starken Mann geliefert, (Meister Proper oder Der General) bzw. eine attraktive Verwendungseigenschaft wird auf eine solche Figur projiziert (HB-Männchen oder Herr Kaiser).
Derartige Konzepte im Bereich der B2C-Werbung lassen sich nicht ohne weiteres auf den B2B-Markt übertragen. Hier übernimmt die Verkaufsförderung (Promotion) oder die Öffentlichkeitsarbeit bzw. das Sponsoring entsprechende Funktionen gegenüber den institutionalisierten Abnehmern.

## Bedeutung der Aufmerksamkeitsschwelle
Klassische Werbung sucht einen hohen Anteil an Aufmerksamkeit (awareness) für die beworbene Sache in ihrer spezifischen Zielgruppe herzustellen. Ein Produktname kann so weit akzeptiert werden, dass er im Laufe der Zeit zur Gattungsbezeichnung im allgemeinen Sprachgebrauch wird und dann den markenrechtlichen Schutz als eingetragenes Warenzeichen verliert.
Beispiele hierzu sind „Tesafilm“ (bzw. „Tixo“ in Österreich), die Filtertüte von Melitta, „Walkman“ oder die „Spalt-Tablette“, auch Leukoplast; ebenso Jeep, UHU, Fön und o. b. Im amerikanischen Raum ist das Unternehmen Xerox zum Synonym (Gattungsname) von Fotokopien fertigen geworden. Tempo beispielsweise kann sich selbst als eigenes Taschentuch hervorheben. Jedoch, weil es einen Mind share bei den Verbrauchern erreicht hat, wird es häufig als gleichbedeutendes Wort für jedes mögliche Papiertaschentuch verwendet, selbst wenn es sich um eine ganz andere Marke oder sogar um eine „weiße Marke“ handelt.